# Le Calme
Pour plus de détails, voir Fiche technique et Distribution.
Le Calme (en polonais : Spokój) est un film du réalisateur polonais Krzysztof Kieślowski réalisé en 1976 mais qui n'est diffusé qu'à la télévision polonaise en 1980. Il met en scène Jerzy Stuhr, Izabella Olszewska et Jerzy Trela. Basé sur une histoire de Lech Borski et un scénario de Kieślowski et Jerzy Stuhr, le film parle d'un jeune homme qui sort de prison après une peine de trois ans et qui cherche à commencer une nouvelle vie. Ses rêves d'une vie meilleure sont cependant brisés lorsqu'il est contraint de vivre un conflit entre un patron d'entreprise de construction corrompu et ses collègues de travail qui se mettent en grève. Le Calme est filmé sur place à Cracovie et achevé en 1976, mais il est interdit par l'État en raison de son sujet ; les grèves étaient alors illégales en Pologne. Le film est finalement diffusé pour la première fois à la télévision polonaise le 19 septembre 1980. En 1981, Le Calme reçoit le prix spécial du jury du festival du film polonais de Gdynia .

## Synopsis
Un jeune homme en Pologne, Antek Gralak (Jerzy Stuhr), est libéré de prison après avoir purgé une peine de trois ans. Quittant sa ville natale de Cracovie, Antek se dirige vers un chantier de construction en Silésie où il n'est pas connu. Il rêve de vivre une vie simple, avec un travail, une femme et un foyer. En Silésie, il est soucieux d'éviter les ennuis, il est amical avec ses collègues et reconnaissant à son employeur de l'avoir engagé.
Antek rencontre une jeune femme sympathique, tombe amoureux et se marie. Mais sa nouvelle vie joyeuse est vite interrompue lorsqu'il se retrouve impliqué dans un conflit au travail. Les matériaux de construction ont disparu et le patron d'Antek, qui est impliqué dans le vol, déduit la perte du salaire des travailleurs. Pensant qu'il peut faire confiance à Antek, le patron tente de l'impliquer dans ses affaires sournoises.
Bientôt, une grève éclate parmi les travailleurs. Tiraillé entre son patron et ses collègues, Antek, qui ne cherche qu'à trouver la paix, se présente au travail. Croyant qu'Antek est de mèche avec leur patron corrompu, les ouvriers en grève le frappent alors qu'il marmonne : « Calme... calme... ».

## Distribution
- Jerzy Stuhr : Antek Gralak
- Izabella Olszewska
- Jerzy Trela
- Jan Adamski
- Marian Cebulski
- Edward Dobrzanski
- Richard Dreger
- Jerzy Fedorowicz
- Stanislaw Gronkowski
- Elzbieta Karkoszka
- Stanislaw Marczewski
- Stefan Mienicki
- Jan Nizinski
- Ryszard Palik
- Danuta Ruksza
- Janusz Sykutera
- Felix Szajnert
- Michal Szulkiewicz
- Grzegorz Warchol
- Ferdinand Wójcik
- Michal Zarnecki[1]

## Réception
En 1981, le film remporte le prix spécial du jury du festival du film polonais.